# Biserica de lemn din Bordenii Mici
Biserica de lemn din Bordenii Mici este un monument istoric aflat pe teritoriul satului Bordenii Mici, comuna Scorțeni.